# لاغمديات
اللاغمديات (الاسم العلمي: Anthoathecatae) هي رتبة من حيوانية تتبع طائفة الأبابيات من شعبة اللاسعات.

## فصائل
- الهدرية